# Lista de bairros de Itaquaquecetuba

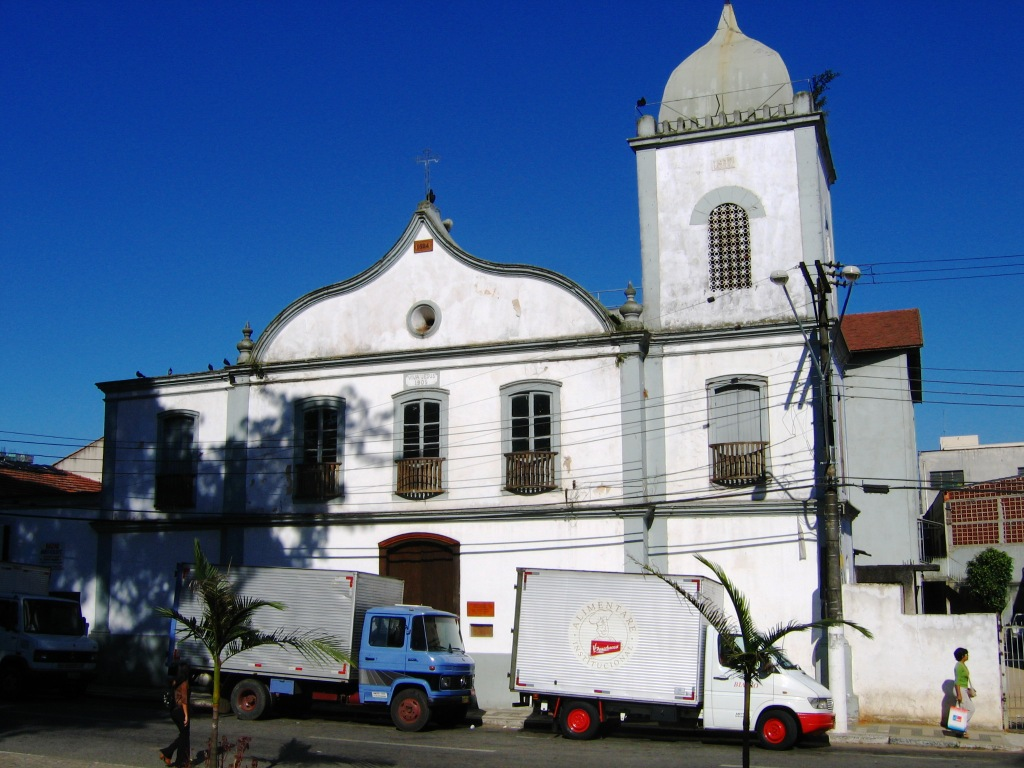
A Igreja Matriz de Nossa Senhora da Ajuda (primeira igreja) do município de Itaquaquecetuba.

Este anexo é uma lista de bairros do município de Itaquaquecetuba, localizado na região da grande São Paulo. Foram levados em consideração os bairros oficiais cadastrados pela prefeitura, em associação com dados do censo demográfico de 2010, realizado pelo Instituto Brasileiro de Geografia e Estatística (IBGE), avaliando a cidade de Itaquaquecetuba e o número total de bairros possuindo 321 770 habitantes. 
Entre a vasta lista de bairros, pode ser destacado o Campo Limpo como sendo descrito o bairro com maior volume populacional da cidade de Itaquaquecetuba, com cerca de 42 838 habitantes. Logo, o último em termos de população, destaca-se o bairro de São Bento, com 39 habitantes. A cidade brasileira possui mais de 400 bairros em uma área de aproximadamente 81 777 km ².
Dentre os principais bairros de Itaquaquecetuba estão a Cidade Kemel, que está igualmente dividido em outros dois municípios, Poá, Ferraz de Vasconcelos e São Paulo. E também incluem, como os bairros mais contemplados da periferia, o Jardim Primavera, a Residencial Flamboyan e o Jardim Maragogipe. Como dito anteriormente, os bairros listados a seguir são apenas os cadastrados pela prefeitura do município, no entanto, há uma vasta quantidade de bairros em Itaquá.

## Centro
Centro
- Estação
- Vila Virgínia
- Campo da Venda
- Tipóia
- Vila Monte Belo

## Leste
Odete
- CDHU Jardim Odete I
- CDHU Jardim Odete II
- Jardim Odete
- Jardim dos Ipês
- Quinta da Boa Vista
- Quinta da Boa Vista
(Industrial)
- Vila São Carlos
- Vila São Judas Tadeu

Campo Limpo
- Chácara Progresso
- Jardim Adriane
- Jardim Altos de Itaquá
- Jardim Campo Limpo
- Jardim do Vale
- Jardim Ferlópolis
- Jardim Nápoli
- Jardim São Paulo
- Jardim Ferrazense
- Vila Corrêa
- Vila Perracini
- Jardim Serra Dourada
- Parque Macedo
- Residencial Pâmela
- Residencial Palmas de Itaquá
- Parque Dirce
- Residencial Fortuna
- Terra Prometida

Pium
- Residencial Fortuna
- Chácara Água das Pedras
- Recanto Mônica
- Residencial Fortuna
- Jardim Marcelo
- Parque Nossa Senhora das Graças
- Bairro Merendá
- Jardim Moraes

Una
- Bairro do Una

Pinheirinho
- Jardim Pinheirinho
- Vila Santo Antônio
- Jardim Novo Horizonte
- Jardim Novo Horizonte II

Ribeiro
- Jardim Josely
- Ribeiro
- Jardim Delly
- Jardim Lucinda

Sítio Mato Dentro
- Parque Residencial Marengo
- Chácara Holiday
- Jardim Félix e Milton
- Vila Augusta
- Residencial Horto do Ipê

Mandi
- Bairro Mandi
- Parque Novo Horizonte

Jaguari
- Jardim Santa Rita
- Parque Residencial Souza Campos

## Sul
Morro Branco
- Jardim Anita
- Jardim Gonçalves
- Morro Branco
- Vila Ferreira

Pedreira
- Pedreira
- Jardim Europa
- Vila Rolândia
- Vila São Roberto
- Vila Vermont

Aracaré
- Jardim Miray
- Vila São José
- Rancho Grande
- Vila Ursulina
- Vila Florindo
- Jardim Aracaré
- Jardim Aracaré II
- Vila Miranda
- Vila Ercília
- Vila São Vicente de Paula
- Vila Garcia
- Jardim Roseli
- Parque Residencial Alvorada
- Jardim do Algarve
- Vila Miranda
- Bairro Aracaré
- Jardim Santo Antonio
- Jardim Joandra
- Vila São Roberto

Cidade Kemel
- Cidade Kemel
- Jardim Zélia
- Vila Arizona
- Jardim Luciana

Açafrão
- Cidade Kemel
- Jardim Santa Luiza de Poá

## Norte
Caiubi
- Alpes de Itaquá
- Chácara Cuiabá
- Condomínio Arujazinho II
- Condomínio Arujazinho III
- Condomínio Village
- Jardim Amanda Caiuby
- Jardim Caiubi
- Jardim Carolina
- Jardim Amaral
- Jardim Guarani
- Jardim Ikes
- Jardim Itaquá Mirim
- Jardim Mossapyra
- Jardim Nascente
- Parque Residencial Scaffid
- Parque Residencial Scaffid II
- Residencial Flamboyant
- Vila Itaquassú

Louzada
- Cidade Nova Louzada
- Jardim Nicéa
- Estância Fraternidade
- Chácara São Joaquim
- Jardim Pinheiro

Perobal
- Arujá Country Club
- Jardim América
- Jardim Patrícia
- Parque Residencial Califórnia
- Jardim Mônica
- Jardim Silvestre
- Jardim Morada Feliz
- Jardim Canaã

Corredor
- Jardim Maragogipe
- Jardim Itaquá
- Vila Geny
- Conjunto Habitacional Antonio Biage
- Jardim Viana
- Jardim São Jerônimo
- Chácara Maracanã
- Chácara Dona Escolástica
- Jardim Paineira
- Parque Viviane
- Jardim São Manoel
- Jardim Adriana
- Jardim Coqueiro
- Jardim Tropical

Industrial
- Parque Industrial
- Parque São Pedro
- Jardim Ipê

## Oeste
Rio Abaixo
- Parque Piratininga
- Chácara São Miguel
- Bairro do Rio Abaixo
- Jardim Karine
- Jardim Cristiano
- Jardim Itapuã
- Jardim Maria Rosa
- Jardim Primavera
- Pequeno Coração